# Grubenwerke von Les Matignons
Die Grubenwerke von Les Matignons, Französisch Camps préhistoriques des Matignons, sind zwei prähistorische Erdwerke bei Juillac-le-Coq im Département Charente in der Region Nouvelle-Aquitaine. Die beiden befestigten Siedlungsplätze waren wahrscheinlich im Endneolithikum in der zweiten Hälfte des 3. Jahrtausends v. Chr. errichtet worden. Nach ihnen wurde die Matignons-Kultur benannt.

## Beschreibung
Die beiden Grubenwerke – Matignons I und Matignons II – besitzen einen ovalen, sich teilweise überlappenden Grundriss. Ihr Durchmesser beträgt 290 und respektive 220 Meter. Ihre Umgürtung setzt sich aus zwei parallel nebeneinander laufenden Gräben zusammen, welche in ihrer Mitte von einem Mauerwerk abgetrennt werden. Die Gräbenränder fallen senkrecht ein und können stellenweise bis zu 2 Meter tief werden. Das trennende Mauerwerk wurde aus Kreidekalkplatten aufgeschichtet, die während des Aushebens der Gräben angefallen waren. Die Außenseite der Trennmauern war aus großen Blöcken gearbeitet und konnte eine Gesamthöhe von 2,50 Meter erreichen. Dass für die beiden Erdwerke ein enorm hoher Arbeitseinsatz vonnöten war, steht außer Zweifel.
Wahrscheinlich enthielten die beiden Anlagen Bauten in ihrem Inneren, über ihre Dimensionen ist aber bisher nichts bekannt.